# بیدزرد علیا
بیدزرد علیا، روستایی از توابع بخش مرکزی شهرستان شیراز در استان فارس ایران است،این روستا در 20 کیلومتری شهرستان شیرار،استان فارس قرار دارد و اکثر مردم این روستا دارای فامیلی زارع هستند که به شغل هایی مثل باغداری دامداری و کشاورزی مشغول اند.

## جمعیت
این روستا در دهستان بیدزرد قرار دارد و براساس سرشماری مرکز آمار ایران در سال ۱۳۸۵، جمعیت آن ۱٬۲۰۶ نفر (۲۹۵خانوار) بوده‌است.